# Gary Webb (Journalist)
Gary Stephen Webb (* 31. August 1955 in Corona, Kalifornien; † 10. Dezember 2004 in Sacramento, Kalifornien) war ein US-amerikanischer Investigativjournalist und Pulitzer-Preisträger. Webb wurde vor allem durch seine Artikelserie Dark Alliance bekannt, in der er 1996 Verbindungen des US-amerikanischen Auslandsgeheimdiensts CIA zum organisierten Drogenhandel beschrieb. 
Infolge der scharfen Kritik großer US-Zeitungen an der umfangreich dokumentierten Artikelserie verlor er seinen Job und konnte beruflich nie wieder Fuß fassen. 2004 starb Webb laut zuständigem Coroner durch Suizid. Die Tatsache, dass er durch zwei Schüsse in den Kopf starb, ist jedoch seither immer wieder Anlass für Zweifel an der Todesursache.

## Leben
Webb schrieb nach einem abgebrochenen Journalistikstudium an der Northern Kentucky University ab 1978 als Reporter für die Kentucky Post. Für eine Artikelserie erhielt er 1980 den Investigative Reporters and Editors Award in der Kategorie für kleine Zeitungen. 1983 wechselte er zum Cleveland Plain Dealer.
1988 bis 1997 war er bei den San Jose Mercury News beschäftigt. 1990 gewann er zusammen mit seinem Team der San Jose Mercury News den Pulitzer-Preis für eine Reportage über das Loma-Prieta-Erdbeben in der San Francisco Bay Area 1989. 1994 erhielt er den Mencken-Preis.
1997 kündigte Webb bei der San Jose Mercury News, nachdem diese ihm ihre Unterstützung entzogen hatte. Durch die Kampagne gegen seine Dark-Alliance-Serie war Webbs Karriere als investigativer Journalist bei größeren Zeitungen faktisch beendet. 1998 veröffentlichte er seine Recherchen in dem Buch Dark Alliance: The CIA, the Contras, and the Crack Cocaine Explosion.
Für das Jahr 2005 kündigte Webb einen Dokumentarfilm und ein Buch mit weiteren Enthüllungen über die Affäre an. Zu diesem Zweck interviewte er erneut die damaligen Schlüsselfiguren der Affäre. Er konnte diese Arbeiten jedoch nicht vollenden. Webb wurde am 10. Dezember 2004 in seinem Haus in Sacramento erschossen aufgefunden. Er starb durch zwei Schüsse aus einer Waffe vom Kaliber .38 in den Kopf. Diese Tatsachen führten in Verbindung mit den Suiziden anderer bekannter kritischer Journalisten in den USA (zum Beispiel James Hatfield und Hunter S. Thompson) zu zahlreichen Spekulationen, dass Webb ermordet worden sein könnte. Bekannt wurde aber auch, dass Webb bereits Jahre vor seinem Tod auf Grund von Depressionen mehrfach in Behandlung war.
Der zuständige Coroner von Sacramento erklärte zum gewaltsamen Tod Webbs: „It’s unusual in a suicide case to have two shots, but it has been done in the past, and it is in fact a distinct possibility.“ (Robert Lyons, deutsch: „Zwei Schüsse sind in einem Selbstmordfall ungewöhnlich, aber es ist in der Vergangenheit vorgekommen, und es ist in der Tat durchaus möglich.“)

## Werk

### Werke
- Dark Alliance: The CIA, the Contras, and the Crack Cocaine Explosion. Seven Stories Press, 1999, ISBN 1-888363-93-2.
- Als Co-Autor in: Kristina Boriesson (Hrsg.): Zensor USA. Wie die amerikanische Presse zum Schweigen gebracht wird. Pendo, 2004, ISBN 3-85842-577-X. (In einem 23-seitigen Beitrag schildert Webb die Ereignisse nach der Veröffentlichung seiner Artikelserie. Guter Überblick über die Materie, einzige Veröffentlichung von Webb auf Deutsch.)

### „Dark Alliance“
Bekannt wurde Webb 1996 durch eine unter dem Titel Dark Alliance in der San Jose Mercury News veröffentlichte Artikelserie. Darin legte er detailliert und mit zahlreichen Dokumenten und Zeugenaussagen belegt dar, dass die nicaraguanischen Contra-Rebellen in den 1980er Jahren mit Wissen der CIA in großem Maße Kokain in die USA geschmuggelt hatten, um ihren Guerillakrieg gegen die Sandinisten zu finanzieren. Laut Webb soll die von ihm aufgedeckte Contra-Connection für rund die Hälfte des in dieser Zeit in die USA geschmuggelten Kokains verantwortlich gewesen sein, während die andere Hälfte auf das Medellín-Kartell zurückging.
Die Serie traf auf große Resonanz, die Internetseite der Zeitung verzeichnete in der Hochphase 1,3 Millionen Besucher pro Tag. Die Enthüllungen lösten einen Aufruhr in der Black Community aus, da vor allem die Afro-Amerikaner Opfer der durch den Zustrom von billigem Kokain nach Kalifornien ausgelösten Crack-Welle der 1980er Jahre waren. Auf dem Höhepunkt des Aufruhrs der öffentlichen Meinung sah sich der damalige CIA-Chef John Deutch bei einer öffentlichen Veranstaltung in Los Angeles einer aufgebrachten Menge gegenüber, die er nur durch das Versprechen einer offiziellen Untersuchung besänftigen konnte. Auf der Veranstaltung trat auch Michael C. Ruppert auf, ein ehemaliger Drogenfahnder des Los Angeles Police Department. Er konfrontierte Deutch mit dem Vorwurf, dass die CIA auch dafür gesorgt habe, dass die Polizei die Verteilung des Kokains in den Innenstädten nicht behindere. Insbesondere sei er selber Ende der 1970er Jahre von der CIA kontaktiert worden, um bei der Vertuschung von Drogenaktivitäten mitzuwirken. Er nannte dabei drei entsprechende verdeckte Operationen der CIA: Amadeus, Pegasus und Watchtower.
Hauptthesen von Webb in den Dark-Alliance-Artikeln
Die Dark-Alliance-Serie bestand aus an drei aufeinanderfolgenden Tagen publizierten Artikeln mit zusammen rund 20.000 Wörtern (siehe Weblinks).
- Die von der CIA organisierten Contras hatten tatsächlich Kokain verkauft, um ihre Aktivitäten zu finanzieren. Diese Behauptung hatten die großen Medien und die CIA heftig bestritten, seit Journalisten Mitte der 1980er Jahre (siehe Weblinks) erstmals über den Drogenhandel der Contras berichtet hatten.
- Die Contras hatten in den Ghettos von Los Angeles Kokain verkauft, und ihr wichtigster Kunde war der größte Crack-Dealer von Los Angeles gewesen.
- Elemente in der US-Regierung wussten damals über die Aktivitäten des Drogenrings Bescheid und unternahmen wenig oder nichts, um ihnen ein Ende zu setzen.
- Der Drogenring spielte bei Entstehung und Aufrechterhaltung des ersten großen auf Crack basierenden Kokainmarkts in den USA eine zentrale Rolle.
- Die ursprünglich auf Los Angeles beschränkten Banden Crips und Bloods konnten mittels ihrer Gewinne aus dem Crack-Verkauf auch in anderen Städten Fuß fassen und den Crack-Missbrauch auch dort in den Vierteln der Schwarzen verbreiten, so dass aus einem schweren regionalen Problem ein schweres nationales Problem wurde.

Webb warf der CIA dabei keinesfalls vor, dass sie die Vorgänge gezielt oder im Sinne einer Verschwörung gegen die schwarze Bevölkerung der USA gefördert hätte, wie ihm viele Kritiker entgegenhielten. Vielmehr bewertete er das Geschehen folgendermaßen: Eine dumme Idee hatte dank dummer politischer Entscheidungen und verheerendem historischen Timing zur Katastrophe geführt. (Zensor USA, S. 252)

### Folgen

#### Kritik
Nach anfänglich positiver Bewertung von Webbs Arbeit, etwa im Newsweek-Magazin, begann etwa drei Monate später eine Kritikwelle der großen US-Zeitungen an den Artikeln, wobei sich vor allem die New York Times, die Washington Post und die Los Angeles Times hervortaten. Sie präsentierten Zeugen aus dem Geheimdienstumfeld wie Vincent Cannistraro, die die Vorwürfe vehement bestritten. Obwohl die von Webb dargelegten Tatsachen und Zusammenhänge nie im Detail widerlegt wurden, gab sein Chefredakteur unter dem Druck der etablierten Medien schließlich nach und entschuldigte sich für die Artikel. Die CIA betrachtete die Dark Alliance-Veröffentlichung als PR-Desaster. Sie konnte jedoch laut einem Artikel aus dem CIA-internem Journal, teils auch über „eine Basis an bereits produktiven Beziehungen zu Journalisten“, eine größere Katastrophe verhindern.
Im Grunde waren viele der von Webb geschilderten Tatsachen nicht neu. Bereits im Dezember 1986 hatten Robert Parry und Brian Barger in einem Artikel der Nachrichtenagentur Associated Press (AP) über den Kokainschmuggel der nicaraguanischen Contras in die USA berichtet (siehe Weblinks). Diese Geschichte nahm Senator John Kerry zum Anlass, eine Kongressuntersuchung zu beginnen (siehe unten).
Webb selbst hat geäußert, dass die extreme Wirkung von Dark Alliance vermutlich daraus resultierte, dass in dieser Zeit (1996) das Internet gerade zum Massenmedium wurde und die Geschichte sich entsprechend schnell verbreitete.

#### Offizielle Untersuchungen
Eine Untersuchungskommission des amerikanischen Kongresses, die praktisch im Alleingang von dem damals jungen Senator, späteren Präsidentschaftskandidaten und US-Außenminister John Kerry betrieben wurde, hatte schon 1986 die wesentlichen von Webb beschriebenen Fakten zu Tage gefördert. Die Ergebnisse wurden allerdings von den großen Medien weitgehend ignoriert. 1998 bestätigten zwei durch Webbs Artikel ausgelöste Aufsichtsberichte der CIA die wesentlichen Fakten der Artikelserie und des im Jahre 1998 veröffentlichten Buchs.
Einer der von Webb benannten Großdealer von Los Angeles, Danilo Blandon, hatte schon im Februar 1994 vor einem kalifornischen Gericht ausgesagt, dass er Drogengeschäfte mit dem Contra-Funktionär Norwin Meneses gemacht hatte.

## Verfilmung der Biografie
In der Verfilmung Kill the Messenger (Regie: Michael Cuesta) wird Webb von Jeremy Renner dargestellt.